# Matheu
Matheu är en ort i Argentina.   Den ligger i provinsen Buenos Aires, i den centrala delen av landet, 50 km nordväst om huvudstaden Buenos Aires. Matheu ligger 28 meter över havet och antalet invånare är 14 319.
Terrängen runt Matheu är mycket platt. Runt Matheu är det tätbefolkat, med 913 invånare per kvadratkilometer.. Närmaste större samhälle är Pilar, 10,9 km sydväst om Matheu.
Runt Matheu är det i huvudsak tätbebyggt.